# Los Angeles Clippers 2018-2019
La stagione 2018-2019 dei Los Angeles Clippers è la 49ª della franchigia nella National Basketball Association (NBA) e la 35ª a Los Angeles.
Per la prima volta dalla stagione 2014-15, Austin Rivers non è presente nel roster in seguito allo scambio con i Washington Wizards per Marcin Gortat, ponendo fine alla coppia padre-figlio con l'allenatore della squadra Doc Rivers. Inoltre, il centro di lunga data DeAndre Jordan rinuncia al contratto con i Clippers, diventando free agent. Il 6 luglio 2018, firma un contratto di un anno con i Dallas Mavericks.
Il 26 marzo 2019, a seguito della vittoria contro i Minnesota Timberwolves, la franchigia accede matematicamente ai play-off, a cui mancava da due anni. Conclude la stagione regolare all'ottavo posto in Western Conference, con un bilancio di 48 partite vinte e 34 perse. Al primo turno dei playoff i Clippers si trovano di fronte i campioni in carica dei Golden State Warriors. Dopo una prima sconfitta, i losangelini pareggiano la serie e durante la seconda partita stabiliscono il record della più grande rimonta nella storia dei playoff NBA, recuperando un margine di 31 punti nel terzo quarto e sconfiggendo i Warriors 135 a 131.

## Draft
| Giro | Chiamata | Giocatore       | Posizione | Nazionalità | College          |
| ---- | -------- | --------------- | --------- | ----------- | ---------------- |
| 1    | 12       | Miles Bridges   | F         | Stati Uniti | MSU Spartans     |
| 1    | 13       | Jerome Robinson | G         | Stati Uniti | Boston C. Eagles |

## Roster
| \| Pos. \| Num. \| Naz. \| Nome \| Altezza \| Peso \| Data nascita \| Provenienza \| \| ---- \| ---- \| ---- \| ------------------------ \| ------- \| ------ \| ------------ \| ----------------- \| \| P \| 21 \| \| Beverley, Patrick \| 185 cm \| 84 kg \| 12-07-1988 \| Arkansas \| \| G \| 11 \| \| Bibbs, Justin \| 196 cm \| 100 kg \| 14-01-1996 \| Virginia Tech \| \| A \| 22 \| \| Chandler, Wilson \| 206 cm \| 102 kg \| 10-05-1987 \| DePaul \| \| C \| 31 \| \| Delgado, Ángel (TW) \| 208 cm \| 111 kg \| 20-11-1994 \| Seton Hall \| \| A \| 8 \| \| Gallinari, Danilo \| 208 cm \| 102 kg \| 08-08-1988 \| Italia \| \| G \| 2 \| \| Gilgeous-Alexander, Shai \| 198 cm \| 82 kg \| 12-07-1998 \| Kentucky \| \| A \| 4 \| \| Green, JaMychal \| 206 cm \| 103 kg \| 21-06-1990 \| Alabama \| \| AG \| 5 \| \| Harrell, Montrezl \| 203 cm \| 109 kg \| 26-01-1994 \| Louisville \| \| A \| 12 \| \| Mbah a Moute, Luc \| 203 cm \| 204 kg \| 09-09-1986 \| UCLA \| \| A \| 15 \| \| Motley, Johnathan (TW) \| 208 cm \| 204 kg \| 04-05-1995 \| Baylor \| \| G \| 10 \| \| Robinson, Jerome \| 196 cm \| 85 kg \| 22-02-1997 \| Boston College \| \| G \| 20 \| \| Shamet, Landry \| 196 cm \| 85 kg \| 13-03-1997 \| Wichita State \| \| G/AP \| 17 \| \| Temple, Garrett \| 198 cm \| 88 kg \| 08-05-1986 \| LSU \| \| G \| 0 \| \| Thornwell, Sindarius \| 196 cm \| 98 kg \| 15-11-1994 \| South Carolina \| \| P \| 9 \| \| Wallace, Tyrone \| 196 cm \| 90 kg \| 10-06-1994 \| UC Berkeley \| \| P/G \| 23 \| \| Williams, Lou \| 185 cm \| 79 kg \| 27-10-1986 \| South Gwinnett HS \| \| C \| 40 \| \| Zubac, Ivica \| 216 cm \| 109 kg \| 18–03–1997 \| Croazia \| | Allenatore - Doc Rivers Assistente/i - Sam Cassell - Armond Hill - Casey Hill - Rex Kalamian - Brendan O'Connor - John Welch - J. P. Clark - Natalie Nakase Legenda - (C) Capitano - (FA) Free agent - (S) Sospeso - (TW) Contratto Two-way - (GL) Assegnato a squadra G League affiliata - Infortunato Roster • Transazioni · Ultima transazione: 9 febbraio 2019 |                            |                          |         |        |              |                   |
| Pos. | Num. | Naz.                       | Nome                     | Altezza | Peso   | Data nascita | Provenienza       |
| P | 21 | Stati Uniti (bandiera)     | Beverley, Patrick        | 185 cm  | 84 kg  | 12-07-1988   | Arkansas          |
| G | 11 | Stati Uniti (bandiera)     | Bibbs, Justin            | 196 cm  | 100 kg | 14-01-1996   | Virginia Tech     |
| A | 22 | Stati Uniti (bandiera)     | Chandler, Wilson         | 206 cm  | 102 kg | 10-05-1987   | DePaul            |
| C | 31 | Rep. Dominicana (bandiera) | Delgado, Ángel (TW)      | 208 cm  | 111 kg | 20-11-1994   | Seton Hall        |
| A | 8 | Italia (bandiera)          | Gallinari, Danilo        | 208 cm  | 102 kg | 08-08-1988   | Italia            |
| G | 2 | Stati Uniti (bandiera)     | Gilgeous-Alexander, Shai | 198 cm  | 82 kg  | 12-07-1998   | Kentucky          |
| A | 4 | Stati Uniti (bandiera)     | Green, JaMychal          | 206 cm  | 103 kg | 21-06-1990   | Alabama           |
| AG | 5 | Stati Uniti (bandiera)     | Harrell, Montrezl        | 203 cm  | 109 kg | 26-01-1994   | Louisville        |
| A | 12 | Camerun (bandiera)         | Mbah a Moute, Luc        | 203 cm  | 204 kg | 09-09-1986   | UCLA              |
| A | 15 | Stati Uniti (bandiera)     | Motley, Johnathan (TW)   | 208 cm  | 204 kg | 04-05-1995   | Baylor            |
| G | 10 | Stati Uniti (bandiera)     | Robinson, Jerome         | 196 cm  | 85 kg  | 22-02-1997   | Boston College    |
| G | 20 | Stati Uniti (bandiera)     | Shamet, Landry           | 196 cm  | 85 kg  | 13-03-1997   | Wichita State     |
| G/AP | 17 | Stati Uniti (bandiera)     | Temple, Garrett          | 198 cm  | 88 kg  | 08-05-1986   | LSU               |
| G | 0 | Stati Uniti (bandiera)     | Thornwell, Sindarius     | 196 cm  | 98 kg  | 15-11-1994   | South Carolina    |
| P | 9 | Stati Uniti (bandiera)     | Wallace, Tyrone          | 196 cm  | 90 kg  | 10-06-1994   | UC Berkeley       |
| P/G | 23 | Stati Uniti (bandiera)     | Williams, Lou            | 185 cm  | 79 kg  | 27-10-1986   | South Gwinnett HS |
| C | 40 | Croazia (bandiera)         | Zubac, Ivica             | 216 cm  | 109 kg | 18–03–1997   | Croazia           |

## Classifiche

### Division
| Pacific Division  | V  | S  | V%   | PR   | Casa  | Trasf | Div  | PG |
| ----------------- | -- | -- | ---- | ---- | ----- | ----- | ---- | -- |
| c – G.S. Warriors | 57 | 25 | .695 | 0,0  | 30-11 | 27-14 | 13-3 | 82 |
| x – L.A. Clippers | 48 | 34 | .585 | 9,0  | 26-15 | 22-19 | 11-5 | 82 |
| Sacramento Kings  | 39 | 43 | .476 | 18,0 | 24-17 | 15-26 | 4-12 | 82 |
| L.A. Lakers       | 37 | 45 | .451 | 20,0 | 22-19 | 15-26 | 9-7  | 82 |
| Phoenix Suns      | 19 | 63 | .232 | 38,0 | 12-29 | 7-34  | 3-13 | 82 |

### Conference
| Western Conference | Western Conference      | Western Conference | Western Conference | Western Conference | Western Conference | Western Conference |
| #                  | Squadra                 | V                  | S                  | V%                 | PR                 | PG                 |
| ------------------ | ----------------------- | ------------------ | ------------------ | ------------------ | ------------------ | ------------------ |
| 1                  | c – G.S. Warriors       | 57                 | 25                 | .695               | –                  | 82                 |
| 2                  | y – Denver Nuggets      | 54                 | 28                 | .659               | 3,0                | 82                 |
| 3                  | x – Portland T. Blazers | 53                 | 29                 | .646               | 4,0                | 82                 |
| 4                  | y – Houston Rockets     | 53                 | 29                 | .646               | 4,0                | 82                 |
| 5                  | x – Utah Jazz           | 50                 | 32                 | .610               | 7,0                | 82                 |
| 6                  | x – Oklahoma Thunder    | 49                 | 33                 | .598               | 8,0                | 82                 |
| 7                  | x – San Antonio Spurs   | 48                 | 34                 | .585               | 9,0                | 82                 |
| 8                  | x – L.A. Clippers       | 48                 | 34                 | .585               | 9,0                | 82                 |
|                    |                         |                    |                    |                    |                    |                    |
| 9                  | Sacramento Kings        | 39                 | 43                 | .476               | 18,0               | 82                 |
| 10                 | L.A. Lakers             | 37                 | 45                 | .451               | 20,0               | 82                 |
| 11                 | Minnesota T'wolves      | 36                 | 46                 | .439               | 21,0               | 82                 |
| 12                 | Memphis Grizzlies       | 33                 | 49                 | .402               | 24,0               | 82                 |
| 13                 | N.O. Pelicans           | 33                 | 49                 | .402               | 24,0               | 82                 |
| 14                 | Dallas Mavericks        | 33                 | 49                 | .402               | 24,0               | 82                 |
| 15                 | Phoenix Suns            | 19                 | 63                 | .232               | 38,0               | 82                 |

## Mercato

### Scambi
| 21 giugno 2018  | L.A. ClippersDraft rights per Shai Gilgeous-Alexander | Charlotte HornetsDraft rights per Miles Bridges Due seconde future scelte al Draft   |
| 26 giugno 2018  | L.A. ClippersMarcin Gortat | Wash. WizardsAustin Rivers                                                           |
| 23 luglio 2018  | L.A. ClippersJohnathan Motley Draft rights per Renaldas Seibutis | Dallas MavericksDraft rights per Maarty Leunen Cash considerations                   |
| 7 agosto 2018   | L.A. ClippersDraft rights per Vladimir Veremeenko | Cleveland CavaliersSam Dekker Cash considerations Draft rights per Renaldas Seibutis |
| 15 ottobre 2018 | L.A. ClippersAlexis Ajinça | N.O. PelicansWesley Johnson                                                          |
| 6 febbraio 2019 | L.A. ClippersWilson Chandler Mike Muscala Landry Shamet prima scelta al Draft 2020 prima scelta al Draft 2021 seconda scelta al Draft 2021 (da Miami) seconda scelta al Draft 2023 (da Detroit) | Philadelphia 76ersTobias Harris Boban Marjanović Mike Scott                          |
| 7 febbraio 2019 | L.A. ClippersJaMychal Green Garrett Temple | Memphis GrizzliesAvery Bradley                                                       |
| 7 febbraio 2019 | L.A. ClippersIvica Zubac Michael Beasley | L.A. LakersMike Muscala                                                              |

### Free agency

#### Prolungamenti contrattuali
| Giocatore        | Data del prolungamento |
| ---------------- | ---------------------- |
| Avery Bradley    | 9 luglio 2018          |
| Montrezl Harrell | 24 luglio 2018         |
| Tyrone Wallace   | 5 settembre 2018       |

#### Acquisti
| Giocatore        | Data dell'acquisto | Provenienza        |
| ---------------- | ------------------ | ------------------ |
| Ángel Delgado    | 6 luglio 2018      | Seton Hall Pirates |
| Mike Scott       | 9 luglio 2018      | Wash. Wizards      |
| Luc Mbah a Moute | 19 luglio 2018     | Houston Rockets    |
| Justin Bibbs     | 13 marzo 2019      | Maine Red Claws    |

#### Rescissioni
| Giocatore       | Motivi e data              | Nuova squadra       |
| --------------- | -------------------------- | ------------------- |
| DeAndre Jordan  | Free agency, 8 luglio 2018 | Dallas Mavericks    |
| C.J. Williams   | Rinuncia, 27 luglio 2018   | Minnesota T'wolves  |
| Jawun Evans     | Rinuncia, 15 ottobre 2018  | N. Arizona Suns     |
| Alexis Ajinça   | Rinuncia, 15 ottobre 2018  | ASVEL               |
| Miloš Teodosić  | Rinuncia, 7 febbraio 2019  | free agent          |
| Marcin Gortat   | Rinuncia, 7 febbraio 2019  | free agent          |
| Michael Beasley | Rinuncia, 9 febbraio 2019  | Guangdong S. Tigers |